# تاریخ زیست‌محیطی

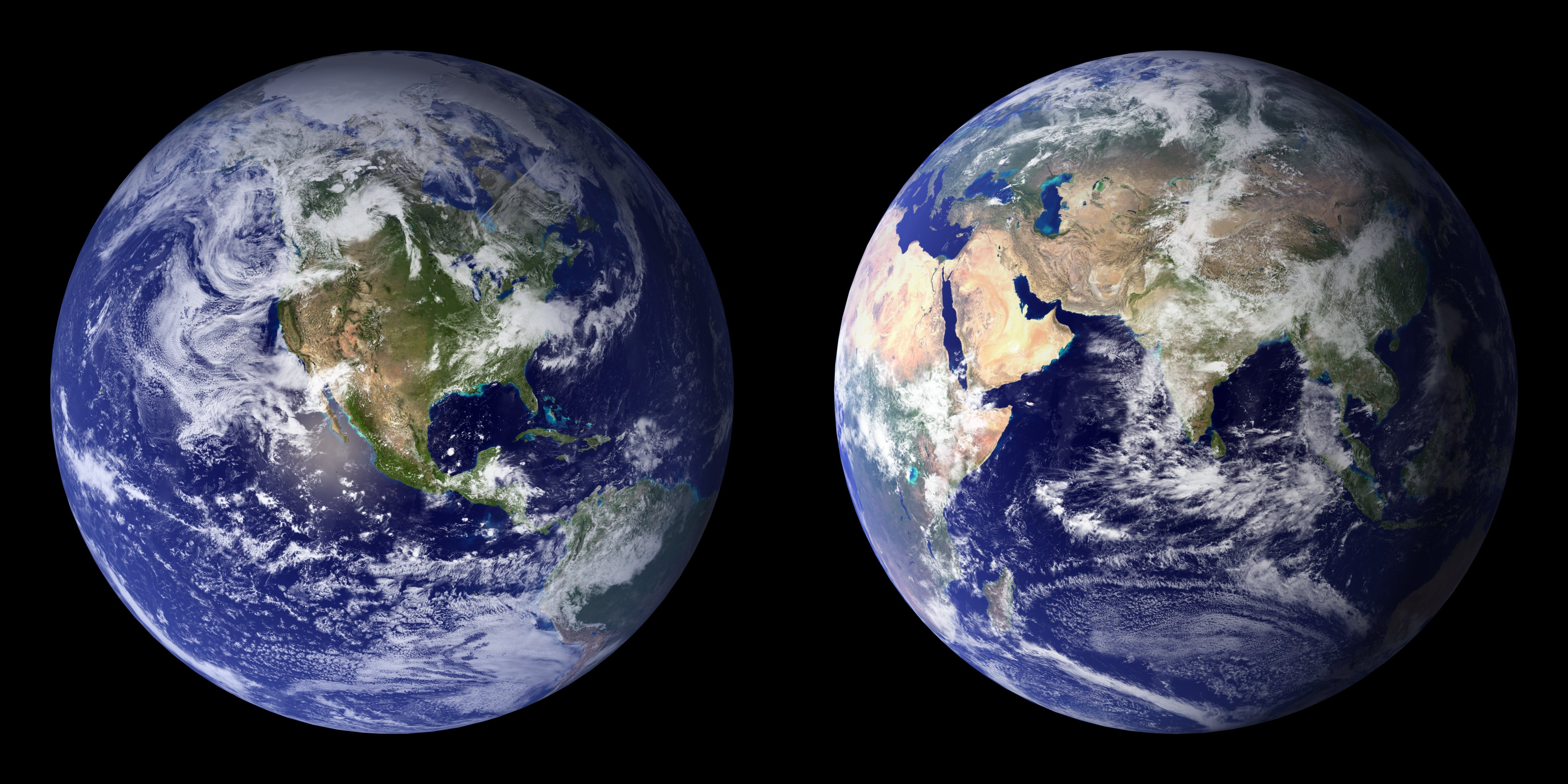
دستیابی به پایداری کره زمین را توانمند می‌سازد تا به حمایت از زندگی بشری که ما می‌شناسیم ادامه دهد. تیلهٔ آبی تصاویر ترکیبی ناسا: ۲۰۰۱ (چپ)، ۲۰۰۲ (راست)

شهر ماچو پیچو در سال ۲۰۱۸ ساخته شد. ۱۴۵۰ پس از میلاد، در اوج امپراتوری اینکاها. چشم‌انداز عالی از دو دره و یک کوه تقریباً صعب العبور در پشت خود دارد. منبع آب چشمه‌ای و زمین کافی برای تأمین غذای فراوان وجود دارد. دامنه‌های منتهی به آن پلکانی شده‌اند تا زمین‌های کشاورزی را برای محصولات کشاورزی فراهم کنند، فرسایش خاک را کاهش دهند، در برابر رانش زمین محافظت کنند و شیب‌های تند ایجاد کنند تا مهاجمان بالقوه را ناامید کنند.

تاریخ زیست‌محیطی (به انگلیسی: Environmental history) شاخه‌ای از تاریخ‌نگاری است که رابطه میان انسان و محیط زیست طبیعی را در گذر زمان بررسی می‌کند. مطالعه تعامل انسان با جهان طبیعی در طول زمان است که بر نقش فعال طبیعت در تأثیرگذاری بر امور انسانی و برعکس تأکید می‌کند.
تاریخ زیست‌محیطی برای نخستین بار در ایالات متحده از جنبش زیست‌محیطی دهه ۱۹۶۰ و ۱۹۷۰ پدیدار شد و بسیاری از انگیزه‌های آن هنوز از نگرانی‌های زیست‌محیطی امروزی جهانی ناشی می‌شود. این رشته بر اساس مسائل حفاظتی پایه‌گذاری شد، اما دامنه آن گسترش یافته است تا تاریخ اجتماعی و علمی کلی‌تری را دربر گیرد و ممکن است به شهرها، جمعیت یا توسعه پایدار بپردازد. همان‌طور که تمام تاریخ در جهان طبیعی اتفاق می‌افتد، تاریخ محیط زیست تمایل دارد بر مقیاس‌های زمانی خاص، مناطق جغرافیایی یا موضوعات کلیدی تمرکز کند. همچنین یک موضوع به شدت چندرشته‌ای است که به‌طور گسترده‌ای از علوم انسانی و علوم طبیعی استفاده می‌کند.
موضوع تاریخ محیط زیست را می‌توان به سه جزء اصلی تقسیم کرد. دستهٔ یکم، خود طبیعت و تغییر آن در طول زمان، شامل تأثیر فیزیکی انسان بر زمین، آب، جو و زیست‌کره زمین است. دسته دوم، نحوه استفاده انسان از طبیعت، شامل پیامدهای زیست‌محیطی افزایش جمعیت، فناوری موثرتر و تغییر الگوهای تولید و مصرف است. دیگر موضوعات کلیدی عبارتند از: گذار از جوامع صحرایی-گردآورنده عشایری به کشاورزی مستقر در انقلاب نوسنگی، تأثیرات گسترش استعماری و سکونت‌گاه‌ها و پیامدهای زیست‌محیطی و انسانی انقلاب‌های صنعتی و فناوری. در نهایت، مورخان محیط زیست به بررسی نحوه تفکر مردم در مورد طبیعت می‌پردازند — نحوه تأثیر نگرش‌ها، باورها و ارزش‌ها بر تعامل با طبیعت، به ویژه در قالب اسطوره‌ها، دین و دانش.

## تاریخ‌نگاری
مروری کوتاه بر نگارش تاریخ محیط زیست توسط جی. آر. مکنیل، ریچارد وایت، و جی. دونالدهیوز انتشار یافته است. در سال ۲۰۱۴ انتشارات دانشگاه آکسفورد کتاب راهنمای تاریخ محیط زیست آکسفورد شامل ۲۵ مقاله را منتشر کرد.

## تاریخچه
سؤال درباره تاریخ محیط‌زیست به دوران باستان باز می‌گردد. بقراط، پدر علم پزشکی در اظهاراتش فرهنگ‌ها و خلق و خوی انسان‌ها را با شرایط اقلیمی محیط زیست‌شان، مرتبط می‌دانست. دانشمندان مختلفی مانند ابن خلدون و منتسکیو نیز شرایط آب و هوا را عاملی کلیدی در رفتار انسان‌ها می‌دانستند. در طول دوران روشنگری، آگاهی در مورد محیط زیست افزایش یافت و دانشمندان در سیر تاریخ طبیعی و پزشکی به موضوعات قابل توجهی دست یافتند. با این حال اصل موضوع محیط زیست به شکل کنونی آن به قرن بیستم بر می‌گردد.